# Schön muß man sein
Schön muß man sein ist ein 1950 entstandener, deutscher Spielfilm von Ákos von Ráthonyi mit Sonja Ziemann, Willy Fritsch und Hardy Krüger in den Hauptrollen. Die seit 1945 quasi im Ruhestand befindliche Vorkriegsdiva Anny Ondra spielte hier ihre letzte reguläre Filmrolle, zugleich (abgesehen von einem Gastauftritt 1957) ihre einzige Filmrolle der Nachkriegszeit.

## Handlung
Die Proben für die neue Operettenrevue verlaufen chaotisch: der Pariser Revuestar Rode de Lila erweist sich als nervtötende Primadonna, die daraufhin von der jungen Chorsängerin Maria Schippe auf dieselbe genommen wird und nun in den Streik zu treten droht. Die letzten Noten für das große Finale des Komponisten Jupp Holunder sind auch noch nicht eingetroffen, und Theaterdirektor Zwickel, der sich um die Abläufe des Musikwerks kümmert und alles zusammen hält, droht allmählich die Nerven zu verlieren. Zwickel fährt zu Holunder, der mit seinem Sohn Juppi, dem Texter der musikalischen Ergüsse des Vaters, unter einem Dach lebt, um endlich den Abschluss der Komposition abzuholen, doch mehr als diverse, improvisierte Musikversuche hat Holunder nicht anzubieten. Juppi läuft mit dem fertigen Schluss zur de Lila, trifft aber dort nur Maria Schippe an, die sich auf Geheiß Zwickels bei der Diva entschuldigen will. Juppi hält Maria für die de Lila, ein Irrtum, den Maria nicht auflöst. Beide jungen Leute mögen sich von Anbeginn, und Juppi und Maria proben sofort am Klavier das Operettenfinale nach Jupps Komposition. Marias Stimme zu Jupps Noten des Liedes Deine Augen erweist sich als recht operettentauglich und begeistern Juppi. Da sich Rode de Lila weiterhin als beleidigte Leberwurst aufspielt, und schließlich ihre Arbeit hinwirft, erscheint der Holunder’sche Operettenabschluss nun auch nicht mehr wirklich wichtig. 
In der Zwischenzeit schwärmt Juppi seinem Vater von der falschen de Lila alias Maria Schippe vor und macht deutlich, dass er sich in diese verliebt hat, was der alte Jupp nun überhaupt nicht verstehen kann, da er glaubt, der Junior meint die echte de Lila, die nicht nur in seinen Augen eine ausgesprochene Zicke ist. Schließlich glaubt Juppi, dass sein alter Herr ihm Rode de Lila alias Maria Schippe ausspannen will, und es kommt zum Krach zwischen Vater und Sohn. Schließlich lässt Jupp Juppi in seinem Glauben und findet die  Idee ausgesprochen reizvoll, dass Maria die nun fertig komponierte Operette singt, zumal er damit seinem Sohn auch beweisen kann, dass Frauen auch ihn an der Nase herumführen können. Und so kommt es schließlich zur Uraufführung, wenngleich nicht ohne Störung, da die echte Rode über den Rundfunk verkündet, dass jetzt die Uraufführung des Stücks übertragen werde – obwohl doch die echte de Lila schmollend vor dem Radio sitzt! Die Diva rauscht zum Theater, wo bereits die Aufführung läuft und stürzt mitten in die Vorstellung hinein und auf die Bühne. Dort liefert sie sich mit Maria kurz eine Art Gesangswettkampf, bis der Bühnenmeister die de Lila mit dem Bühnenbodenfahrstuhl wortwörtlich in der Versenkung verschwinden lässt. Die Premiere mit de Lila-Ersatz Maria wird ein voller Erfolg, und Jupp beweist seinem Sohn, dass auch ihn Frauen hinters Licht führen können und Maria ihn, Juppi, auf die Schippe genommen hat. Großzügig verzichtet der Alte zu Gunsten seines Sohnes auf Maria. Um derweil Rode de Lila zu beruhigen, verspricht Theaterdirektor Zwickel, sie zu heiraten. Als Jupp draußen am Bühneneingang erst einmal eine Zigarette raucht, sieht er eine junge Frau, die ihm gefällt. An einer Litfaßsäule wartet bereits Marias Bruder Walter auf sie. Er geht dorthin, wo beide soeben noch standen, und sieht das Werbeplakat „Schön muss man sein.“ Jupp atmet tief durch und seufzt lächelnd: „Jung muss man sein!“

## Produktionsnotizen
Schön muß man sein entstand im Herbst 1950 in den Filmateliers von Studio Hamburg sowie in Hamburg und wurde am 1. Februar 1951 in Köln uraufgeführt. 
Real-Film-Co-Chef Gyula Trebitsch übernahm die Produktionsleitung, Mathias Matthies entwarf die Filmbauten. Erna Sander zeichnete für die Kostüme verantwortlich; ihr assistierte Irms Pauli. Werner M. Lenz assistierte Chefkameramann Willy Winterstein. Jens Keith gestaltete die Choreographie.
Anny Ondra singt das Lied Stopp!. Sonja Ziemann singt Ich muss mich heute Abend noch entscheiden und in der Revue Das  ist die wahre Liebe.

## Kritik
„Musik- und Revue-Lustspiel auf bescheidenem Niveau; zwischen den üblichen Belanglosigkeiten fallen einige witzige Dialoge auf.“